# 長崎重信
長崎重信（ながさき しげのぶ、1953年 - 2010年10月29日）は、日本のアニメーター。

## 経歴
OHプロ→スタジオZ→スタジオNo.1出身。山下将仁が新米時代によく長崎本人が書いた原画に動画をつけていた。2010年大腸がんのため死去。享年57。

## 作品リスト
- ゼロテスター（動画）
- マグネロボ ガ・キーン（原画）
- 超人戦隊バラタック（原画）
- 宇宙海賊キャプテンハーロック（OP原画、初期原画）
- 無敵鋼人ダイターン3（原画）
- 宇宙戦艦ヤマト2
- くじらのホセフィーナ（原画）
- 機動戦士ガンダム（原画）
- 円卓の騎士物語 燃えろアーサー（原画、作画監督）
- ずっこけナイトドンデラマンチャ（原画）
- 魔境伝説アクロバンチ（ED原画）
- 宇宙戦艦ヤマト 完結編（原画）
- 蒼き流星SPTレイズナー (原画)
- 幻魔大戦（原画）
- トランスフォーマー ザ・ムービー（原画）
- まじかる☆タルるートくん（原画）
- ゲッターロボ號（原画）
- YAMATO2520（原画）
- ふしぎ遊戯（原画）
- 今、そこにいる僕（原画）
- デジモンアドベンチャー（原画）
- デジモンアドベンチャー02（原画）
- ポケットモンスター アドバンスジェネレーション（原画）
- ポケットモンスター ダイヤモンド&パール（原画）
- こちら葛飾区亀有公園前派出所（原画）
- Phantom 〜Requiem for the Phantom〜（原画）

他多数